# Laurenz Rex
Pour les articles homonymes, voir Rex.
Laurenz Rex, né le 15 décembre 1999 à Marbourg, est un coureur cycliste belge.

## Biographie
Laurenz Rex est un coureur de la Communauté germanophone de Belgique, provenant de la commune de Raeren, au nord-est de la province de Liège. Dans les premières années de sa carrière, Laurenz Rex concilie le VTT et le cyclisme sur route. En 2015, il termine troisième du championnat de Belgique de cross-country en catégorie débutants (moins de 17 ans). Deux ans plus tard, il se classe septième du Grand Prix E3 juniors. 
En 2018, il passe en catégorie espoirs et décide de se consacrer exclusivement au cyclisme sur route, sous les couleurs du club Crabbé-CC Chevigny. Dès sa première saison, il se classe troisième d'une étape de l'Olympia's Tour.

### Bingoal WB (2019-2022)
L'année suivante, il intègre l'équipe espoirs de Wallonie Bruxelles, après y avoir été stagiaire. Il s'impose sur une étape de l'Internationaal Beloften Weekend (U23 Road Series) et termine quatrième d'une étape au Tour du Jura. 
En 2020, il remporte le Grand Prix Jules Van Hevel, interclub belge, et participe à plusieurs courses professionnelles au sein de l'équipe première Bingoal-Wallonie Bruxelles. Il passe ensuite professionnel en 2021 au sein de cette même formation, qui l'engage pour deux ans.

### Intermarché-Wanty (depuis 2023)
Pour la saison 2023, Laurenz Rex s'engage avec la formation Intermarché Wanty-Gobert Matériaux. Lors du Dorpenomloop Rucphen aux Pays-Bas, il court avec la formation Circus-ReUz-Technord, qui sert d'équipe de développement d'Intermarché-Circus-Wanty. Il y remporte en mars sa première victoire professionnelle en UCI Europe Tour à l'issue d'un sprint à trois. Le 9 avril, il réalise son premier top 10 sur une classique Monument en terminant 9e de Paris-Roubaix. En mai, Intermarché-Circus-Wanty annonce que son contrat est prolongé jusqu'en fin d'année 2026.
Trois jours après une belle sixième place obtenue au Circuit Het Nieuwsblad, il remporte le 27 février 2024 le Samyn au sprint devant le jeune Portugais António Morgado, les deux coureurs devant être départagés par la photo-finish.
Au printemps 2025, il se classe trois fois dans le top 10 des classiques flamandes (Classic Bruges-La Panne, Gand-Wevelgem et Paris-Roubaix).

## Palmarès
- 2015
  - 3e du championnat de Belgique de cross-country débutants
- 2019
  - 2e étape de l'Internationaal Beloften Weekend
- 2020
  - Grand Prix Jules Van Hevel
- 2022
  - Critérium SD Worx Tubize
- 2023
  - Dorpenomloop Rucphen
  - 9e de Paris-Roubaix
- 2024
  - Le Samyn
  - 6e du Circuit Het Nieuwsblad
- 2025
  - 8e de la Classic Bruges-La Panne
  - 10e de Gand-Wevelgem
  - 10e de Paris-Roubaix

## Résultats sur les grands tours

### Tour de France
2 participations
- 2024 : 118e
- 2025 : 141e

### Tour d'Italie
1 participation
- 2023 : 88e

## Classements mondiaux
| Année                                 | 2018  | 2019 | 2020 | 2021 | 2022 | 2023 | 2024 |
| ------------------------------------- | ----- | ---- | ---- | ---- | ---- | ---- | ---- |
| Classement mondial                    | 2916e | nc   | nc   | 728e | 681e | 298e | 198e |
| UCI Europe Tour                       | 1990e | nc   | nc   | 573e | 526e | nc   | nc   |
|                                       |       |      |      |      |      |      |      |
| Légende : nc = non classéSource : UCI |       |      |      |      |      |      |      |